# Moriz Bruno Fluck
Moriz Bruno von Fluck-Leidenkron (cca 1802 Bistra – 12. dubna 1875 Vídeň) byl rakouský státní úředník a politik německé národnosti, během revolučního roku 1848 poslanec Říšského sněmu.

## Biografie
Jeho bratrem byl právník a úředník Josef Bruno Fluck von Leidenkron. Moriz vystudoval práva na Padovské univerzitě a Vídeňské univerzitě. Roku 1819 nastoupil jako praktikant na magistrát ve Štýrském Hradci. Roku 1820 získal titul doktora práv a téhož roku nastoupil do státní správy. Působil na různých místech monarchie.
Během revolučního roku 1848 se pak zapojil do politického dění. Ve volbách roku 1848 byl zvolen na rakouský ústavodárný Říšský sněm. Zastupoval volební obvod Kočevje v Kraňsku. Uvádí se jako guberniální rada. Patřil ke sněmovní pravici.
V říjnu 1848 se stal vládním radou a komorním prokurátorem v Linci. V roce 1849 byl jmenován vedoucím komise pro regulaci tyrolského lesního hospodaření, ve které zasedal již roku 1847. Ministři Franz Seraph von Stadion a Alexander Bach ho povolali do debat o vyvazování z poddanské povinnosti a reformy soudnictví. Roku 1849 se stal referentem pro politické a justiční otázky v prozatímním spolkovém ústředním výboru ve Frankfurtu. V listopadu 1851 byl pověřen vedením finančního úřadu v Terstu, od března 1854 pak byl finančním ředitelem pro regiony Rakouské přímoří a Dalmácie s titulem ministerského rady. V listopadu 1854 usedl na post ředitele finanční prefektury v Lombardii. Funkci ale složil a vrátil se do Terstu. Téhož roku ale bylo jeho místo v Terstu zrušeno a on povolán do Záhřebu. Od roku 1856 byl v čele finančního ředitelství ve Štýrském Hradci. Roku 1861 odešel do penze.